# Zona metropolitana de Minatitlán
La zona metropolitana de Minatitlán es el área metropolitana formada por la ciudad mexicana de Minatitlán, su municipio homónimo, y cinco municipios más del estado de Veracruz de Ignacio de la Llave. De acuerdo a los resultados del Censo de Población y Vivienda 2020 realizado por el INEGI, la Zona Metropolitana de Minatitlán contó hasta ese año con 359,228 habitantes, lo que la convirtió en la Cuadragésima octava más poblada de México, y en la quinta más poblada del estado de Veracruz de Ignacio de la Llave.

## Municipios integrantes
| Código INEGI | Municipio    | Población (2020) | Superficie (km²) |
| ------------ | ------------ | ---------------- | ---------------- |
| 30059        | Chinameca    | 22 638           | 192.3            |
| 30048        | Cosoleacaque | 130 903          | 276.8            |
| 30089        | Jáltipan     | 38 669           | 316.8            |
| 30108        | Minatitlán   | 144 776          | 2118.0           |
| 30120        | Oteapan      | 10 343           | 4.6              |
| 30199        | Zaragoza     | 11 899           | 21.7             |
| Total        | Total        | 359228           | 2930.2           |